# Hannes Genze
Hannes Genze (* 16. November 1981 in Radebeul) ist ein ehemaliger deutscher Mountainbiker, der im Cross-Country aktiv war. Seine größten Erfolge erzielte er im MTB Marathon.

## Werdegang
Seine sportliche Laufbahn im Radsport begann Genze im olympischen Cross-Country (XCO). Im Nachwuchsbereich startete er im Winter auch im Cyclocross. 1999 wurde er Junioren-Meister im Cyclocross, 2001 in der U23.
Sein Hauptaugenmerk galt aber dem Mountainbikesport. Die Einführung des Mountainbike-Marathon als neue Disziplin Anfang der 2000er Jahre kam dabei seinen Ausdauerfähigkeiten entgegen. Im Jahr 2004 wurde er erster Deutscher Meister im MTB-Marathon überhaupt, 2006 schaffte er die Wiederholung des Titelgewinns. Seinen größten sportlichen Erfolg erzielte er im Jahr 2005, als er Europameister im MTB-Marathon wurde. Auch in der Saison 2005 hatte er sein bestes Ergebnis im UCI-Mountainbike-Weltcup, als er beim Rennen in St. Wendel den dritten Platz belegte. 
Bis zum Ende seiner Karriere Ende 2014 blieb der MTB-Marathon Genzes bevorzugte Disziplin, auch wenn er keine weiteren Titel erringen konnte. 2009 bis 2012 startete er beim Absa Cape Epic und beendete das Etappenrennen jedes Jahr unter den Top 5, 2011 wurde er im Team mit Jochen Käß Zweiter. 
Genze ist Diplom-Ingenieur für Maschinenbau und arbeitet heute (2021) als Leiter Entwicklung bei Centurion.

## Erfolge

### Mountainbike
2004
- Deutscher Meister – Marathon XCM

2005
- Europameister – Marathon XCM

2004
- Deutscher Meister – Marathon XCM

### Cyclocross
1999
- Deutscher Meister (Junioren)

2001
- Deutscher Meister (U23)